# Manuel da Silva Coutinho
Manuel da Silva Coutinho (Santarém, 1541 – Angra, 13 de Agosto de 1583), 1.º Conde de Torres Vedras (por D. António), mais conhecido por conde Manuel da Silva, foi o principal apoiante de D. António, Prior do Crato entre a aristocracia portuguesa. Acompanhou o Prior do Crato no exílio para França, tendo depois sido seu lugar-tenente na ilha Terceira até à submissão da ilha a Filipe II de Espanha na sequência do desembarque da Baía das Mós. Feito prisioneiro, foi decapitado por ordem de D. Álvaro de Bazán, 1.º Marquês de Santa Cruz de Mudela Grande de Espanha de 2.ª Classe.

## Biografia
Manuel da Silva Coutinho, nasceu em Santarém, no ano de 1541, no seio de uma família ilustre, pois descendia dos senhores da Chamusca e Ulme, famílias ligadas à alta aristocracia portuguesa e castelhana. Seu avô materno era Rui Dias de Sousa, por antonomásia o Cid, o valente alcaide que morreu nas fronteiras de África. Seu pai, Brás da Silva, comendador de Castelejo, é o bravo de quem fala Damião de Góis na Crónica de D. Manuel.
Não participou na expedição que teve como desfecho a batalha de Alcácer Quibir, tendo optado por permanecer em Portugal, aparentemente por razões financeiras e familiares.

### A adesão ao partido antonino
Sendo fronteiro-mor de Santarém, desencadeada a crise de sucessão de 1580, é dos primeiros e mais eloquentes partidários do filho de Violante Gomes, D. António, Prior do Crato. Nas cortes de Lisboa de 1579 e nas de Almeirim (1580), convocadas pelo cardeal-rei, advoga estrenuamente os direitos de D. António. Está com ele em Santarém na qualidade de fronteiro-mor quando o aclamam rei, sendo por isso perseguido pelos governadores do reino.
Quando o povo de Santarém vacila em sustentar o grito que vitoriara, Manuel da Silva força os seus conterrâneos, com a espada na mão, a manterem a sua adesão à causa antonina.
Tendo acompanhado D. António no seu périplo pelo país, participa na batalha de Alcântara com patente de general, é do grupo dos fugitivos que seguem o Prior ferido e derrotado na sua fuga para norte.

### A elevação a conde de Torres Vedras
Durante este período, foi feito conde de Torres Vedras, quando o quando o legítimo conde de Torres Vedras, D. Martim Soares de Alarcão, se mostrou hostil a D. António, acastelando-se contra ele. Juntamente com o título, o Prior do Crato deu-lhe a casa do conde rebelde — posse que nunca Manuel da Silva fruiu. Foi já feito conde que acompanhou o Prior do Crato na sua retirada para França. Embora o título não tenha sido registado, e não seja aceite como válido pela generalidade dos genealogistas, foi como conde Manuel da Silva que passou à História.

### A prisão da família
A sua notoriedade enquanto defensor do partido antonino foi tal que o duque de Alba, logo que entrou em Lisboa, mandou prender a família de Manuel da Silva. O encarregado foi um oficial de guerra português, chamado Jerónimo de Mendonça, com cinquenta arcabuzeiros, seis cavalos e três carroças. A esposa D. Maria de Vilhena, com três filhos menores, foi presa na Azinhaga onde se tinha refugiado. Não se lhe consentiu que se preparasse. Foram levados a Arronches, e dali a Ciudad Real, onde os deixaram numa prisão apertada.
Simultaneamente era preso em Lisboa um frade crúzio, Frei Simpliciano da Silva, irmão do conde de Torres Vedras. Foi encarcerado em Espanha, e daí fugiu para França onde morreu.

### O exílio e a nomeação para lugar-tenente nos Açores
Manuel da Silva Coutinho foi um dos indefectíveis que acompanhou o Prior do Crato no exílio para Londres e França. Com o conde de Vimioso e Diogo Botelho, era um os íntimos validos do prior do Crato.
Quando D. António recebeu notícias de que a situação na Terceira, o último bastião onde a sua realeza era reconhecida, era de grande instabilidade, com um número crescente de aristocratas a pretender aceitar as propostas de rendição honrosa que lhes eram feitas por Filipe II de Espanha, resolveu nomear Manuel da Silva Coutinho para o cargo de de seu tenente-rei nos Açores, na qualidade de regedor das armas e das justiças, tendo por missão pôr termo à crescente desordem por ali lavrava, por desinteligências da nobreza com o corregedor Ciprião de Figueiredo e contendas entre os governadores das ilhas de São Miguel e Terceira, que tinham aderido a partidos opostos.
De facto a situação em Angra, não obstante o desbarate de D. Pedro de Valdez na batalha da Salga e as enérgicas ferocidades de Ciprião na carnificina dos espanhóis, era muito grave, vivendo-se um clima de suspeição generalizada, com constantes boatos de traição. A perseguição aos suspeitos de parcialidade a favor de Filipe II, verdadeira ou imaginada, associada ao medo de uma invasão iminente por parte das poderosas forças de Castela que estavam estacionadas em São Miguel, tinha quebrado definitivamente a unidade em torno da causa de D. António, e tornava cada vez mais difícil a tarefa do corregedor.

### A ação nos Açores
Em Fevereiro de 1582 desembarcou em Angra o conde de Torres Vedras. Enquanto se lhe preparava o palácio de D. Cristóvão de Moura, residiu no convento de S. Francisco de Angra. Tinha grande equipagem: vinte a vinte e cinco cavalos, um aparato real, com escolta de ingleses e franceses. Estava no vigor da vida; teria quarenta anos; muito caroável de mulheres e folguedos, muito namorado, diz a Relação de 1611 trasladada por Francisco Ferreira Drummond nos Anais da Ilha Terceira.
O ser muito namorado não lhe diminuía a severidade. Logo que tomou o pulso dos homens e das coisas, começou por impedir que saíssem pessoas e mercadorias da Terceira, por serem estas e aquelas necessárias à defesa. Depois, fez sentenciar os presos que o seu antecessor na justiça, Ciprião de Figueiredo, culpara. Um deles, o velho João de Bettencourt, que tinha dado vivas a Filipe II de Castela, insinuado pelos jesuítas, com quem já encanecido andara estudando, quis provar que estava mentecapto quando aclamou o rei castelhano. Não lhe aceitaram os embargos nem a grande quantia que a esposa oferecia pelo perdão. Foi degolado em Março de 1582. O filho ganhou com isso copiosas mercês de Filipe II após a queda da ilha.
Foi também sentenciado à morte Gaspar Homem, porque viera com embaixada de Castela, quando lhe era defesa a entrada na ilha, por interdição eclesiástica, visto haver-se negado a casar com Ana Gaspar, filha de Gonçalo Feio, homem nobre, Ergueu-se a forca, e o padecente ia já no caminho, e ouvia as exortações dos frades, quando a senhora repudiada foi pedir ao conde que lhe entregasse Gaspar Homem que já queria casar com ela. Com instantes lágrimas, obteve o perdão do esposo, correu ao local do patíbulo e colheu nos braços o noivo quando o algoz lhe ia lançar a corda. Casaram, viveram muitos anos e propagaram-se. Gaspar Homem, em testemunho da sua gratidão ao lugar-tenente de D. António, assim que o Marquês de Santa Cruz de Mudela tomou a ilha, passou-se para os espanhóis, e, alegando que esteve preso, obteve hábito de Cristo e tença.
Neste episódio, Manuel da Silva portara-se gentilmente. Se sobrevivesse a Gaspar Homem, teria de se arrepender do generoso acto, assim como se arrependeu de confiar-se cordialmente em João Dias do Carvalhal, fidalgo abastado, que pedindo-lhe licença para ir ver el-rei D. António — quando a ninguém era concedido sair da ilha — obteve-a, foi a Lisboa prestar obediência a Filipe e pedir-lhe o hábito de Cristo. Num ímpeto de ira, o conde mandou prender a mulher do traidor, e obrigou-a a resgatar-se como cativa. Desde este lance, o regedor tornou-se violento, vigilantíssimo e por vezes cruel.
Tratou de cunhar moeda com a prata e ouro que andou pessoalmente pedindo às portas dos amigos e dos adversários. Obteve rica baixela e muitas cadeias de ouro. O padre António Cordeiro, apoiado em tradições coevas, diz que Manuel da Silva se apropriou das cadeias que ninguém viu na Casa da Moeda para se fundirem. A Relação que Francisco Ferreira Drummond consulta favorece esta desonrosa afirmativa que nenhuns documentos permitem que eu impugne, e até certo ponto o valioso espólio do conde confirma.
Tornou-se muito popular o fidalgo: dava postos militares a oficiais mecânicos, hábitos de Santiago e Avis a artífices e pilotos, relaxou ao povo liberdades que aos olhos da aristocracia redundavam em aviltamento dos nobres. A arraia-miúda vingava-se das passadas opressões. Surdiu daí desfalcar-se o partido de D. António de alguns fidalgos que preferiam o despotismo do rei espanhol à soberania do povo. Além disso o conde seduzia com afagos ou forçava com violências as mulheres. Se merece fé a Relação de 1611, o pai de uma moça violentada morreu de dor.
Os presos eram muitos; mas Manuel da Silva Coutinho não condenou à morte senão João de Bettencourt como amostra do seu sistema de governar. Os padres andavam abandados. Uns pregavam por D. Filipe, outros por D. António. O conde deixava-os pregar à vontade, exceptuados os jesuítas, que estavam enclausurados e incomunicáveis, desde que Ciprião de Figueiredo os entaipara a pedra e cal. Esta excepção acusa o medo que o conde tinha da eloquência dos jesuítas; ao passo que os franciscanos, trinitários e gracianos, letrados de nome, tinham plena faculdade de provar à face da Bíblia que D. António ou D. Filipe eram reis legítimos de Portugal — o que uns e outros satisfaziam a preceito, demonstrando que a visão de Esdras se entendia com os monarcas lusitanos.
O mais esturrado antagonista, um devasso Frei Simão, indigitou como filipista certo Martim Simão de Faria, Este fidalgo correu de espada nua sobre o frade, que se salvou no convento. O conde de Torres Vedras, em vez de punir o agressor, parece que se riu do caso por conhecer a libertinagem do pregador. Desde este episódio burlesco, os oradores sagrados, responsáveis a pagar com as costas o desbocamento das línguas, fecharam as bocas e as Bíblias.
D. António chegou à Terceira em Julho de 1582, refugiando-se da armada de D. Álvaro de Bazán, logo sendo informado da derrota das suas forças na batalha naval de Vila Franca do Campo e da morte do seu amigo e condestável conde de Vimioso. Encerrou-se por oito dias, e saiu depois com o conde de Torres Vedras e os do seu conselho a visitar D. Violante do Canto, sua partidária muito serviçal de dinheiros, e a visitar ermidas onde ouvia missas, e religiosas franciscanas fiéis à sua causa.
Depois encerrou-se por mais doze dias, com grande tristeza e desalento. Findo o qual prazo de luto, foi à vila de São Sebastião ver o campo onde tinha ocorrido a batalha da Salga; passou depois à Praia, onde se hospedou no Convento de S. Francisco.
Fez então uma boa acção D. António: mandou desentaipar os jesuítas, e convidou os fugitivos a recolherem da vida fragueira que levavam pelos matos, com a certeza de que os seus haveres lhes seriam poupados ao confisco.
Depois, ocorreram os suplícios de António de Carvalho e Duarte de Castro do Rio, acusados de traição e de pretenderem assassinar o rei. Manuel da Silva deu expediente a estes episódios, como lhe cumpria; e, conquanto previsse nos sustos do prior o desastre final da sua causa, manteve-se fiel à desgraça com heroísmo raro e apenas imitado de poucos fautores do neto de el-rei D. Manuel.
Por esse tempo, quando já D. António se fizera de vela para França, o príncipe de Eboli e duque de Pastrana, Rui Gomes da Silva, primo co-irmão de Manuel da Silva Coutinho, ofereceu-lhe em nome de Filipe II o título de marquês, trinta mil cruzados em dinheiro e o governo da ilha, se ele a entregasse. Manuel da Silva Coutinho leu a carta em presença de testemunhas, rasgou-a e enviou ao príncipe uma resposta espartana. À altura da sua lealdade estava também o excesso de crueza, recrudescente a par e passo que as esperanças se esvaíam. 
Escondia, ainda assim, os mínimos vislumbres de desanimação. Estadeava-se como príncipe com préstitos bizarros de ingleses e franceses; arvorara general um sobrinho imberbe, que morreu depois valorosamente no seu posto durante o desembarque da Baía das Mós; e, como destro cavaleiro que era, desbaratava o tempo em exercícios equestres. 
Por esse tempo chegou à Terceira, portador de uma missiva de Filipe II de Castela, Amador de Vera, que Drummond e Rebelo da Silva escrevem incorrectamente Vieira. Vendeu-se ao regedor, comprometendo-se a denunciar-lhe pessoas da ilha dedicadas a Filipe.
Enquanto Amador de Vera cumpria os deveres estipulados no contrato, espiando as vítimas, ordenou Manuel da Silva Coutinho que se organizasse uma pequena armada, deu o comando a Manuel Serradas, mandou-o a corso, à conquista das ilhas de Cabo Verde, que estavam por Castela, e ao saque da fortaleza de Arguim. Eram dez as naus: despojaram facilmente Arguim e, depois de breve conflito, saquearam Cabo Verde. Destarte acirrava o conde de Torres Vedras as hostilidades dos portugueses à causa do prior do Crato.
Entretanto, Amador de Vera denunciava homens que haviam servido dedicadamente D. António. O conde reconheceu a infâmia da delação, chamou à sua presença dois dos denunciados já presos, e lançou-lhes o hábito de Cristo com cem mil-réis de tença. Ao mesmo tempo assistia aos tratos dados a um velho, e mandava-o depois arrastar e esquartejar por crime de rebelião. Dizem relações coevas que nunca acedeu aos pedidos para retirar de um poste a cabeça do supliciado.
Num análogo lance de severidade, mostrou o conde regedor que, de facto, as mulheres podiam muito com ele. Estava preso um Pereira de Lacerda, ancião rico e parcial de Castela, não só suspeito mas convicto de conspirador. Manuel da Silva mandou-o submeter à tortura. Soube-se no Convento da Esperança, cuja irmã era abadessa, que o velho ia já a caminho do suplício. Saíram as freiras à rua a abraçar o padecente; e, no entanto, escrevia-se no mosteiro uma carta ao conde a suplicar-lhe o perdão de Álvaro Pereira. Para a fazer chegar às mãos de Manuel da Silva Coutinho, que se fechara no palácio para esquivar-se a rogos, a portadora da carta saltou a cerca dos franciscanos e pôde insinuar-se nos aposentos do lugar-tenente de D. António. O espantado conde leu a súplica, e disse: Ide dizer às Senhoras Madres que lhes concedo quanto me pedem, e muito mais farei por amor delas.
Manuel da Silva Coutinho foi acusado de ter desprezado a ciência militar e os alvitres de Aymar de Clermont de Chaste, o comendador de Chaste, enviado à frente de mil e seiscentos soldados franceses para defender a Terceira, ameaçada novamente pela poderosa armada do marquês de Santa Cruz. Pode. contudo, alegar-se que ele desconfiava da lealdade dos franceses, desde que, no ano anterior, vira que algumas galeras fugiram do mar de Vila Franca sem pelejarem.
Aparentemente suspeitava que o rei de França, tendo como perdida a causa de D. António I, tratava de apossar-se insidiosamente dos Açores para mais tarde tentar a conquista do Brasil. Estes receios eram comuns aos residentes na ilha, e os castelhanos não perdiam lanço de os incutir, associando a dissidência religiosa do calvinismo à pérfida aliança dos franceses. Além disso, os soldados do comendador de Chastes saltaram na Terceira como quadrilhas de piratas da ralé mais faminta. Atacavam nos arrabaldes as residências dos lavradores, e agiam com a maior indisciplina, amotinado-se constantemente, envolvendo-se em duelos e fabricando moeda falsa.
A 3 de Julho de 1583 estava novamente D. Álvaro de Bazán à vista dos Açores com uma grande armada. O conde desenvolveu a maior energia na distribuição das forças nos pontos mais acessíveis. Nem sombra de desânimo lhe anuviou o aspecto, quando os cabos franceses dissimulavam pretextos de convenções preteridas para se esquivarem à morte dos seus cinquenta patrícios e fidalgos enforcados, no ano anterior, nas vergas da armada do mesmo almirante. Nestes transes de medo, a fidelidade de Manuel da Silva Coutinho foi segunda vez tentada por cartas do marquês de Santa Cruz de Mudela. Ofereciam-lhe o título de marquês de juro e herdade, duas comendas, um lugar no paço para a filha e vinte mil cruzados para pagamento das suas dívidas. Contam historiadores coevos que Manuel da Silva, sem fazer alarde do oferecimento, dissera aos emissários: Afirmai ao marquês que eu antes de um ano hei-de pôr a minha lança em Madrid.
Desembarcaram os castelhanos na Baía das Mós, e apesar da bravura dos defensores, entre os quais se provou a lealdade dos franceses, não foi possível contê-los na costa. Manuel da Silva Coutinho correu àquele ponto com a maior força do exército, mas extemporaneamente. Tinha já que combater dezasseis mil homens disciplinados que duplicavam o número dos ilhéus. O general quis ainda assim com oito mil homens atacar o marquês, dispondo as forças de modo que o inimigo só pudesse salvar-se retrocedendo sobre o mar. Não lhe surtiu o plano.
Manuel da Silva, considerando-se perdido, combinou com os capitães franceses a fuga. Conhecia as propostas vantajosas de D. Álvaro de Bazán aos chefes estrangeiros. O espanhol dava-lhes salvo-conduto, armas e navios que os transportassem a França. Lutar desesperadamente seria um heróico suicídio. Preparava-se para fugir na pequena caravela que preparara no Porto de Pipas, mas já a não encontrou.

### Prisão e decapitação
Depois da derrota na Baía das Mós, cuja responsabilidade foi logo atribuída à sua cobardia, achou-se sozinho, perseguido pela população da ilha, que o culpava da situação em que se encontrava. Tentou uma fuga pelo porto dos Biscoitos, na costa norte da ilha, mas a população opôs-se, destruindo as embarcações ali existentes.
Manuel da Silva Coutinho achou-se assim encurralado na ilha, miserável, errando por matagais por espaço de treze dias, encavernando-se de noite e subindo de dia as escarpas das serras para se evadir à perseguição. Depois, vestiu-se de castelhano e misturou-se com as escoltas que o procuravam, a fim de poder embarcar-se na armada, refere a Relação seguida por Luís Augusto Rebelo da Silva. São pormenores romanescos, em que entra uma mulata que o denunciou, e um diálogo assaz inepto da mulata com o preso. O que é certo é que um oficial espanhol, chamado Espínola, o aprisionou no dia 10 de Agosto de 1583, rejeitando dez mil cruzados que ele oferecia para que o deixasse fugir.
A populaça insultava-o quando o viu entrar em Angra no meio da escolta. Foi encarcerado no porão de uma galera e interrogado sobre as inteligências de D. António com a França. Conta-se que revelou o que ao marquês convinha saber mediante a tortura. 
Três dias depois, ao cair da tarde de 13 de Agosto de 1583, saiu do navio para o cadafalso montado na Praça Velha da cidade de Angra, onde um tudesco o degolou com a sua própria espada.
Nas relações desta catástrofe não podiam deixar de intervir as piedosas exclamações do padecente, confessando as suas culpas, pedindo perdão aos espectadores e arrancando lágrimas até aos inimigos compadecidos. São lugares comuns em todas as tragédias desta natureza, cenas finais que trazem sempre a Divindade a colaborar no entrecho para que o remate se não confunda com os sucessos vulgares da espécie humana. Jerónimo Conestágio escreve que a dor dos circunstantes foi geral, porque Manuel da Silva nos últimos momentos falara animosamente, aceitando a morte como justo castigo de suas culpas. António de Herrera e Luís de Bavia não se lembram de tais discursos, naturalmente apócrifos.
Manuel da Silva era de estatura mediana, reforçado, barbado, principiava a encanecer aos quarenta e dois anos, e era eloquente, de que dera testemunho nas juntas de Lisboa e cortes de Almeirim.
Parece que o seu espólio na ilha era precioso. O seu secretário italiano Marco António entregara o tesouro a um capitão que lho extorquira depois de findo o terceiro dia de saque. O marquês de Santa Cruz de Mudela, sabedor do caso, obrigou o capitão a repor o tesouro de que o marquês se assenhoreou. As relações e os cronistas não dizem as espécies, nem o valor aproximado. Se lá estavam as pulseiras e as correntes das mulheres da ilha Terceira, o marquês não as restituiu.
Não é exacto ser engradada a cabeça de Manuel da Silva na gaiola de onde se tirou a de Melchior Afonso. O cadáver do decapitado foi enterrado com grande aparato e com todas as honras militares pelo exército castelhano.

Para o Prior do Crato o desastre do conde de Torres Vedras foi grande perda e profunda saudade. Escrevia D. António ao papa Gregório XIII: 
... Ele (Filipe II) fez degolar o conde de Torres Vedras, o constantíssimo e fidelíssimo Manuel da Silva, que me havia confirmado a fé jurada, e que constantemente a recusara ao castelhano. Era parente dos primeiros príncipes de Castela, e contudo nem amplas recompensas propostas pelo tirano, nem cartas reiteradas e admoestações dos príncipes seus parentes, nem ainda afinal o suplício da degolação puderam demover aquele fidelíssimo conde a abandonar-me!.
A derrota no Pico das Contendas que frustrou a tentativa de resistência ao desembarque da Baía das Mós e a grande impopularidade, especialmente entre a aristocracia angrense, que a dureza das medidas tomadas durante o seu governo lhe granjearam, levaram a que a memória de Manuel da Silva Coutinho fosse de imediato vilipendiada, sendo-lhe imputada a responsabilidade, quase solitária, pela queda da ilha. Contudo, uma análise dos acontecimentos nos Açores e do seu enquadramento geopolítico demonstram a total inviabilidade da resistência açoriana, isolada e confinada à Terceira e ao Faial, contra Castela, a superpotência da época.
A derrota foi o desfecho natural de um processo que, contra o expectável, durou mais de três anos graças à coragem e determinação dos seus actores, entre os quais avulta, com laivos de heroicidade, Manuel da Silva Coutinho.

## Referência
- Estudos para a Formação do Livro D. António, Prior do Crato e seus Descendentes, Manuel da Silva Coutinho (cap. II), in Sentimentalismo e História, I – Eusébio Macário; Colecção Lusitânia; Lello & Irmão, Editores; Porto; 1880. Existem múltiplas edições.